# Área de Proteção Ambiental de Fernando de Noronha
Área de Proteção Ambiental Fernando de Noronha é uma área protegida na ilha de Fernando de Noronha, no Oceano Atlântico, próximo ao estado de Pernambuco, Brasil.

## Localização
A área protegida, que cobre 884 hectares de terras marinhas costeiras, foi estabelecida em 5 de junho de 1986. É administrado pelo Instituto Chico Mendes de Conservação da Biodiversidade. A reserva faz parte do município de Fernando de Noronha, no estado de Pernambuco. A área abrange a parte urbana da ilha, enquanto o Parque Nacional de Fernando de Noronha cobre o restante. A área inclui uma grande extensão marinha até o arquipélago de São Pedro e São Paulo, que também está no Parque Nacional.

## Ambiente
Grande parte da vegetação original da ilha foi cortada quando ela era usada como prisão, para dificultar o esconderijo dos prisioneiros. Depois disso, espécies não nativas, particularmente a linhaça, foram introduzidas para alimentar o gado e se espalharam descontroladamente. O lagarto teju foi introduzido em uma tentativa malsucedida de controlar uma infestação de ratos e o lagarto também se tornou um problema. Apesar do objetivo declarado de recuperação do ambiente, a criação de ovelhas continuou na ilha.

## Conservação
A reserva é classificada como área protegida da IUCN categoria V, paisagem marinha/paisagem protegida. O objetivo é conservar o meio ambiente, a flora e a fauna, reconhecendo ao mesmo tempo as necessidades do turismo. As espécies protegidas incluem a tartaruga marinha verde (Chelonia mydas), o coral Phyllogorgia dilatata e as espécies de peixes peixe-porco-ilha (Bodianus insularis), Anthias salmopunctatus, peixe-borboleta (Prognathodes obliquus) e Stegastes sanctipauli.